# تازة قشلاق (سيلتان)
تازة قشلاق (بالفارسية: تازه قشلاق) هي قرية تقع في إيران في قسم سيلتان الريفي.